# Філіппо Торту
Філіппо Торту (15 червня 1998 , Мілан ) — італійський легкоатлет, що спеціалізується на спринті, олімпійський чемпіон 2020 року.

## Кар'єра
| Рік                | Змагання                        | Місце проведення          | Місце              | Дисципліна            | Результат          | Примітки           |
| Представник Італія | Представник Італія              | Представник Італія        | Представник Італія | Представник Італія    | Представник Італія | Представник Італія |
| ------------------ | ------------------------------- | ------------------------- | ------------------ | --------------------- | ------------------ | ------------------ |
| 2016               | Чемпіонат Європи                | Амстердам, Нідерланди     | 9                  | біг на 100 метрів     | 10.19              | PB                 |
| 2016               | Чемпіонат Європи                | Амстердам, Нідерланди     | 5                  | естафета 4×100 метрів | 38.69              |                    |
| 2016               | Чемпіонат світу серед юніорів   | Бидгощ, Польща            | 2                  | біг на 100 метрів     | 10.24              |                    |
| 2016               | Чемпіонат світу серед юніорів   | Бидгощ, Польща            | 7                  | естафета 4×100 метрів | 40.02              |                    |
| 2017               | Світові легкоатлетичні естафети | Нассау, Багамські Острови | —                  | естафета 4×100 метрів | DSQ                |                    |
| 2017               | Чемпіонат Європи серед юніорів  | Гроссето, Італія          | 1                  | біг на 100 метрів     | 10.73              |                    |
| 2017               | Чемпіонат Європи серед юніорів  | Гроссето, Італія          | 2                  | естафета 4×100 метрів | 39.50              |                    |
| 2017               | Чемпіонат світу                 | Лондон, Велика Британія   | 17                 | біг на 200 метрів     | 20.62              |                    |
| 2018               | Середземноморські ігри          | Таррагона, Іспанія        | 1                  | естафета 4×100 метрів | 38.49              |                    |
| 2018               | Чемпіонат Європи                | Берлін, Німеччина         | 5                  | біг на 100 метрів     | 10.08              |                    |
| 2018               | Чемпіонат Європи                | Берлін, Німеччина         | —                  | естафета 4×100 метрів | DSQ                |                    |
| 2019               | Світові легкоатлетичні естафети | Йокогама, Японія          | —                  | естафета 4×100 метрів | DNF                |                    |
| 2019               | Чемпіонат світу                 | Доха, Катар               | 7                  | біг на 100 метрів     | 10.07              | SB                 |
| 2019               | Чемпіонат світу                 | Доха, Катар               | 10                 | естафета 4×100 метрів | 38.11              | NR                 |
| 2021               | Світові легкоатлетичні естафети | Хожув, Польща             | 2                  | естафета 4×400 метрів | 39.21              |                    |
| 2021               | Олімпійські ігри                | Токіо, Японія             | 19                 | біг на 100 метрів     | 10.16              |                    |
| 2021               | Олімпійські ігри                | Токіо, Японія             | 1                  | естафета 4×100 метрів | 37.50              | NR                 |